# Irving Thalberg
(Groucho Marx)
Irving Grant Thalberg (New York, 30 maggio 1899 – Santa Monica, 14 settembre 1936) è stato un produttore cinematografico statunitense.

## Biografia
Era il figlio degli immigrati tedeschi William Thalberg e Henrietta Haymann.
È uno dei 36 membri fondatori dell'Academy of Motion Picture Arts and Sciences (AMPAS) che nasce nel 1927, un'organizzazione per il miglioramento e la promozione mondiale del cinema. L'accademia, nel 1929, creò il Premio Oscar. È stato onorato dall'Academy con il premio alla memoria in suo nome, ossia col Premio alla memoria Irving G. Thalberg. Marito dell'attrice Norma Shearer. 
Thalberg morì di polmonite a 37 anni a Santa Monica. Al momento della sua morte, stava lavorando al film Un giorno alle corse (1937) con i fratelli Marx.

## Biopic
La vita di Thalberg ha funto da ispirazione per il romanzo incompiuto Gli ultimi fuochi di Francis Scott Fitzgerald e per i vari adattamenti per il grande schermo che ne sono seguiti, fra cui quello di Elia Kazan del 1976.

## Filmografia parziale

### Produttore
- Reputation, regia di Stuart Paton - non accreditato (1921)
- Femmine folli (Foolish Wives), regia di Erich von Stroheim (1922)
- Donne viennesi (Merry-Go-Round), regia di Rupert Julian e, non accreditato, Erich von Stroheim - non accreditato (1923)
- La sua ora (His Hour), regia di King Vidor (1924)
- Rapacità (Greed), regia di Erich von Stroheim (1924)
- L'uomo che prende gli schiaffi (He Who Gets Slapped), regia di Victor Sjöström (1924)
- Il trio infernale (The Unholy Three), regia di Tod Browning (1925)
- La vedova allegra (The Merry Widow), regia di Erich von Stroheim (1925)
- La torre delle menzogne (The Tower of Lies), regia di Victor Sjöström (1925)
- La grande parata (The Big Parade), regia di King Vidor (1925)
- Ben-Hur (Ben-Hur: A Tale of the Christ), regia di Fred Niblo (1925)
- Il torrente (Torrent), regia di Monta Bell (1926)
- Il principe studente (The Student Prince in Old Heidelberg), regia di Ernst Lubitsch e John M. Stahl (1927)
- La serpe di Zanzibar (West of Zanzibar), regia di Tod Browning (1928)
- Maschere di celluloide (Show People), regia di King Vidor (1928)
- The Adventurer, regia di Viktor Tourjansky e, non accreditato, W.S. Van Dyke (1928)
- Hollywood che canta (Hollywood revue of 1929), regia di Charles Reisner (1929)
- La canzone di Broadway (The Broadway Melody), regia di Harry Beaumont (1929)
- Ladro d'amore (His Glorious Night), regia di Lionel Barrymore (1929)
- Il bacio (The Kiss), regia di Jacques Feyder (1929)
- Redenzione (Redemption), regia di Fred Niblo e, non accreditato, Lionel Barrymore - non accreditato (1930)
- La moglie bella (Let Us Be Gay), regia di Robert Z. Leonard - non accreditato (1930)
- Carcere (The Big House), regia di George W. Hill e Ward Wing - non accreditato (1930)
- Jenny Lind (A Lady's Morals), regia di Sidney Franklin (1930)
- Billy the Kid, regia di King Vidor (1930)
- Mata Hari, regia di George Fitzmaurice (1931)
- Menschen hinter Gittern, regia di Pál Fejös (1931)
- Ritorno (Letty Lynton), regia di Clarence Brown (1932)
- Rasputin e l'imperatrice (Rasputin and the Empress), regia di Richard Boleslawski (1932)
- Come tu mi vuoi (As You Desire Me), regia di George Fitzmaurice (1932)
- Catene (Smilin' Through), regia di Sidney Franklin (1932)
- Lo schiaffo (Red Dust), regia di Victor Fleming (1932)
- La famiglia Barrett (The Barretts of Wimpole Street), regia di Sidney Franklin (1934)
- Biography of a Bachelor Girl, regia di Edward H. Griffith (1935)
- Una notte all'opera (A Night at the Opera), regia di Sam Wood (1935)
- Giulietta e Romeo (Romeo and Juliet), regia di George Cukor (1936)

### Produttore esecutivo
- Grand Hotel, regia di Edmund Goulding (1932)
- What Every Woman Knows, regia di Gregory La Cava (1934)
- Riffraff, regia di J. Walter Ruben (1936)

### Sceneggiatore
- The Dangerous Little Demon di Clarence G. Badger (con il nome I.R. Irving) (1922)
- Primavera nordica (The Trap) di Robert Thornby (1922)